# 1592
Năm 1592 (số La Mã: MDXCII) là một năm nhuận bắt đầu từ ngày thứ tư trong lịch Gregory (hoặc một năm nhuận bắt đầu vào thứ Bảy của lịch Julius chậm hơn 10 ngày).

## Sự kiện

### Tháng 1
- Quân Trịnh và quân Mạc giao chiến ác liệt tại ngoại thành Thăng Long

### Tháng 2
- 10 tháng 2: Phong Thần Tú Cát nhường tước vị cho Phong Thần Tú Thứ

### Tháng 3
- Trịnh Tùng phá hủy công sự tại Thăng Long rồi rút quân về Thanh Hóa

### Tháng 4
- 21 tháng 4: Nhật Bản xuất quân xâm lược Triều Tiên

### Tháng 5
- 24 tháng 5: Quân Nhật Bản đánh chiếm cảng Phủ Sơn
- 30 tháng 5: Quân Nhật Bản đánh chiếm Khánh Châu

### Tháng 6
- 3 tháng 6: Quân Nhật Bản đánh chiếm Vân Sơn, Xương Ninh, Thượng Châu
- 8 tháng 6: Quân Nhật Bản đánh chiếm Hán Thành

### Tháng 7
- 24 tháng 7: Quân Nhật Bản đánh chiếm Bình Nhưỡng

### Tháng 10
- Bùi Văn Khuê đầu hàng Trịnh Tùng

### Tháng 11
- Mạc Kính Chỉ lên ngôi Hoàng đế, lấy niên hiệu Bảo Định thứ nhất
- Trịnh Tùng đánh chiếm Thăng Long
- 14 tháng 11: Quân Trịnh tiến công Hát Giang

### Tháng 12
- 14 tháng 12: Mạc Mậu Hợp trốn khỏi Thăng Long
- 15 tháng 12: Trịnh Tùng đánh chiếm Kim Thành

## Sinh
- 28 tháng 11: Hoàng đế Hoàng Thái Cực của người Mãn Châu

## Mất
- Mạc Mậu Hợp vua thứ năm của nhà Mạc